# 一様コーシー列
数学において、ある集合 S から距離空間 M への函数列 {\displaystyle \{f_{n}\}} が一様コーシー（いちようコーシー、英: uniformly Cauchy）であるとは、次が成立することをいう：
- すべての {\displaystyle \varepsilon >0} に対して、ある {\displaystyle N>0} が存在し、{\displaystyle m,n>N} であるならばすべての {\displaystyle x\in S} に対して {\displaystyle d(f_{n}(x),f_{m}(x))<\varepsilon } が成立する。

また別の表現として、{\displaystyle m,n\to \infty } に対して {\displaystyle d_{u}(f_{n},f_{m})\to 0} というものがある。ここで {\displaystyle d_{u}} は二つの函数の間の一様距離で、次のように定義される：
{\displaystyle d_{u}(f,g):=\sup _{x\in S}d(f(x),g(x)).}

## 収束条件
S から M への函数列 {fn} が「各点毎に」コーシーであるとは、各 x ∈ S に対して列 {fn(x)} が M 内のコーシー列であることをいう。これは一様コーシーよりも弱い条件である。
一般に、列は、各点毎にコーシーであっても各点毎に収束するとは限らず、また一様コーシーであっても一様収束するとは限らない。しかし、距離空間 M が完備であるなら、各点毎にコーシーであるような任意の列は、S から M へのある函数に各点毎に収束する。また同様に、任意の一様コーシー列はそのような函数に一様収束する。
一様コーシー性は、S が只の集合ではなく位相空間であり、M が完備距離空間である場合にも頻繁に用いられる。次の定理が成り立つ：
- S を位相空間とし、M を完備距離空間とする。このとき、連続函数 fn : S → M からなる任意の一様コーシー列は、唯一つの連続函数 f : S → M に一様収束する。

## 一様空間への一般化
ある集合 S から距離空間 U への函数列 {\displaystyle \{f_{n}\}} が一様コーシーであるとは、次が成り立つことをいう：
- すべての {\displaystyle x\in S} と任意の近縁 {\displaystyle \varepsilon } に対して、ある {\displaystyle N>0} が存在し、{\displaystyle m,n>N} であるなら {\displaystyle d(f_{n}(x),f_{m}(x))<\varepsilon } が常に成り立つ。